# Nazem Kadri
Nazem Kadri (* 6. Oktober 1990 in London, Ontario) ist ein kanadischer Eishockeyspieler, der seit Juli 2022 bei den Calgary Flames aus der National Hockey League unter Vertrag steht. Mit der Colorado Avalanche gewann der Center in den Playoffs 2022 den Stanley Cup. Zuvor verbrachte Kadri insgesamt neun Spielzeiten in der Organisation der Toronto Maple Leafs.

## Karriere

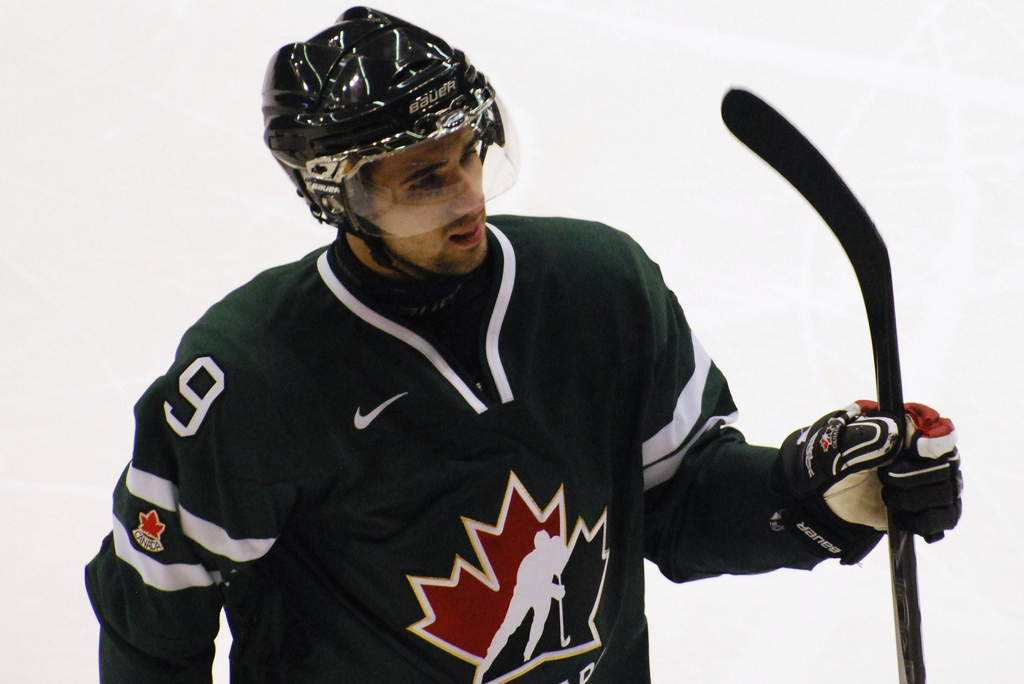
Kadri im Trainingsdress der kanadischen Nationalmannschaft

Nazem Kadri begann seine Karriere als Eishockeyspieler in seiner Heimatstadt bei den London Jr. Knights. Anschließend war er von 2006 bis 2008 für die Kitchener Rangers aus der kanadischen Juniorenliga Ontario Hockey League aktiv, mit denen er in der Saison 2007/08 den J. Ross Robertson Cup, die OHL-Meisterschaft, gewann. Daraufhin wechselte er zu deren Ligarivalen London Knights, für die er zwei Spielzeiten absolvierte. Im NHL Entry Draft 2009 wurde der Kanadier mit libanesischen Wurzeln in der ersten Runde als insgesamt siebter Spieler von den Toronto Maple Leafs ausgewählt, bei denen er einen Dreijahresvertrag unterzeichnete. Sein Profidebüt in der National Hockey League für Toronto gab der Center am 8. Februar 2010 im Spiel gegen die San Jose Sharks. Die Saison 2010/11 begann er im NHL-Kader der Toronto Maple Leafs und wurde im Verlauf der Saison ins Farmteam zu den Toronto Marlies geschickt. Zu Beginn der Saison 2012/13 im Januar 2013 wurde er zurück ins Team der Maple Leafs geholt und etablierte sich dort im Laufe der folgenden Saisons.
In der Spielzeit 2016/17 erreichte Kadri erstmals die Marke von 30 Toren und bestätigte diese Leistung im Folgejahr. Nach insgesamt neun Jahren in der Organisation der Maple Leafs wurde Kadri im Juli 2019 gemeinsam mit dem Schweden Calle Rosén und einem Drittrunden-Wahlrecht im NHL Entry Draft 2020 zur Colorado Avalanche transferiert. Diese gaben im Gegenzug Tyson Barrie, Alexander Kerfoot und ein Sechstrunden-Wahlrecht im selben Draft an das kanadische Team ab. 
In der Saison 2021/22 steigerte Kadri seine persönliche Statistik deutlich auf 87 Punkte aus 71 Partien, womit er erstmals die Marke von über 1,0 Scorerpunkten pro Spiel erreichte. In den anschließenden Playoffs 2022 errang er mit dem Team den Stanley Cup, woran er mit 15 Punkten in 16 Partien maßgeblichen Anteil hatte.
Anschließend konnten sich beide Parteien jedoch nicht auf eine Vertragsverlängerung einigen, sodass der Angreifer im Juli 2022 zum Free Agent wurde. Im Folgemonat schloss er sich dann den Calgary Flames, bei denen er einen neuen Siebenjahresvertrag unterzeichnete, der ihm ein durchschnittliches Jahresgehalt von sieben Millionen US-Dollar einbringen soll.

### International
Für Kanada nahm Kadri an der U20-Junioren-Weltmeisterschaft 2010 teil, bei der er mit seiner Mannschaft den zweiten Platz belegte. Im Seniorenbereich debütierte er bei der Weltmeisterschaft 2014.

## Erfolge und Auszeichnungen
| - 2008 J.-Ross-Robertson-Cup-Gewinn mit den Kitchener Rangers - 2009 Teilnahme am CHL Top Prospects Game - 2010 OHL-Spieler des Monats März - 2010 OHL Second All-Star-Team | - 2012 Teilnahme am AHL All-Star Classic - 2022 Teilnahme am NHL All-Star Game - 2022 Stanley-Cup-Gewinn mit der Colorado Avalanche - 2023 Teilnahme am NHL All-Star Game |

### International
- 2010 Silbermedaille bei der U20-Junioren-Weltmeisterschaft

## Karrierestatistik
Stand: Ende der Saison 2024/25

### International
Vertrat Kanada bei:
- U20-Junioren-Weltmeisterschaft 2010
- Weltmeisterschaft 2014

(Legende zur Spielerstatistik: Sp oder GP = absolvierte Spiele; T oder G = erzielte Tore; V oder A = erzielte Assists; Pkt oder Pts = erzielte Scorerpunkte; SM oder PIM = erhaltene Strafminuten; +/− = Plus/Minus-Bilanz; PP = erzielte Überzahltore; SH = erzielte Unterzahltore; GW = erzielte Siegtore; 1 Play-downs/Relegation; Kursiv: Statistik nicht vollständig)